# Olulis absimilis
Olulis absimilis là một loài bướm đêm trong họ Noctuidae.